# 日本語歳時記 大希林
日本語歳時記 大希林（にほんごさいじき だいきりん）は、2002年4月15日から2005年3月26日までBS hi、NHK教育テレビ、NHK総合テレビで放送されていた10分間の日本語教養番組。「大希林」とは番組内で登場する架空の国語辞典のことである。

## 概要
お手伝いとして雇われた三木さつき（演：三木さつき）が、弥勒菩薩（演：樹木希林）の家で繰りなす日本語教育バラエティ。
2002年12月28日には、ETVスペシャル「日本語歳時記 大希林スペシャル」が2時間番組として放送された。

## 出演者
- 樹木希林
- 三木さつき
- 久世光彦（ETVスペシャルのみ）[5]
- 加藤治子（ETVスペシャルのみ）[5]
- 山藤章二（ETVスペシャルのみ）[5]
- 水原紫苑（ETVスペシャルのみ）[5]
- 矢野誠一（ETVスペシャルのみ）[5]

## スタッフ
- 演出：久世光彦
- 構成：さらだたまこ[5][6]、清水東[5]

## ストーリー
- 1　我慢と辛抱
- 2　情けは人のためならず
- 3　色は匂へど
- 4　青葉、青春、ぞっこん
- 5　間尺に合わない 冥利が悪い
- 6　儘ならないと薄情け
- 7　黒足袋 白足袋
- 8　昔の名前で出ています
- 9　御御御付けと親分
- 10　おざなりとなおざり
- 11　一期一会
- 12　不撓不屈 欲求不満
- 13　尺と寸と咫
- 14　仲人口 役不足
- 15　もしも...
- 16　たおやか 御侠
- 17　シクシク ズキズキ ズキンズキン
- 18　インストールと上杉謙信
- 19　匙を投げる ほくそ笑む
- 20　小糠雨 遣らずの雨

## 備考
- オープニングで赤字バックに白地の大希林と表示されるがその大希林の文字のサイズは回によって異なることがある。
- NHK教育テレビの知るを楽しむ2008年1月期火曜日枠『わたしのこだわり人物伝』の久世光彦特集(1月8日･再放送1月15日放送分)では、弥勒（樹木）がMCを担当し、セットも大希林のものを使用している。